# Чемпионат Тверской области по футболу
Чемпионат Тверской области по футболу — футбольный турнир, проводимый Тверской областной федерацией футбола и объединяющий любительские футбольные клубы Твери и Тверской области

## История
Футбол в Твери появился в 1908 году, когда местный учитель гимназии Федор Антонович Ждановский предложил сыграть в футбол своим ученикам. В том же году в Твери появилась первая футбольная команда - Тверской кружок велосипедистов, конькобежцев и любителей спортивных игр А.Фюрера. В 1920 году был разыгран первый чемпионат Тверской области, в котором приняло участие 14 команд, в том числе и футболисты Морозовского кружка спорта из Твери. В 1922 году тверские футболисты приняли участие в первом чемпионате СССР среди сборных команд городов и республик.

## Таблица призёров

### СССР
| Сезон | Чемпион                   |
| ----- | ------------------------- |
| 1920  | МКС (Тверь)               |
| 1921  | Сборная Вышнего Волочка   |
| 1922  | НКС (Торжок)              |
| 1924  | Сборная Твери             |
| 1925  | Сборная Твери             |
| 1935  | Сборная Кимр              |
| 1936  | Сборная Кимр              |
| 1937  | Динамо (Вышний Волочек)   |
| 1938  | Спартак (Кимры)           |
| 1939  | Спартак (Тверь)           |
| 1940  | Спартак (Тверь)           |
| 1946  | Динамо (Тверь)            |
| 1947  | Пламя (Кимры)             |
| 1948  | Динамо (Тверь)            |
| 1949  | Спартак (Кимры)           |
| 1950  | Дзержинец (Тверь)         |
| 1951  | Дзержинец (Тверь)         |
| 1952  | Спартак (Вышний Волочек)  |
| 1953  | Спартак (Кимры)           |
| 1954  | Спартак (Кимры)           |
| 1955  | Авангард (Тверь)          |
| 1956  | Спартак (Кимры)           |
| 1957  | Красное Знамя (Кимры)     |
| 1958  | Труд (Конаково)           |
| 1959  | Авангард (Тверь)          |
| 1960  | Звезда (Кимры)            |
| 1961  | Авангард (Тверь)          |
| 1962  | Авангард (Тверь)          |
| 1963  | Планета (Тверь)           |
| 1964  | Планета (Тверь)           |
| 1965  | Звезда (Кимры)            |
| 1966  | Планета (Тверь)           |
| 1967  | Спутник (Кимры)           |
| 1968  | Планета (Тверь)           |
| 1969  | Радуга (Тверь)            |
| 1970  | Планета (Тверь)           |
| 1971  | Строитель (Тверь)         |
| 1972  | Планета (Тверь)           |
| 1973  | Спутник (Кимры)           |
| 1974  | Строитель (Тверь)         |
| 1975  | Строитель (Тверь)         |
| 1976  | Спутник (Кимры)           |
| 1977  | Спутник (Кимры)           |
| 1978  | Спутник (Кимры)           |
| 1979  | Спутник (Кимры)           |
| 1980  | Радуга (Тверь)            |
| 1981  | Спутник (Кимры)           |
| 1982  | Радуга (Тверь)            |
| 1983  | Радуга (Тверь)            |
| 1984  | Планета (Тверь)           |
| 1985  | Центросвар (Тверь)        |
| 1986  | Центросвар (Тверь)        |
| 1987  | Авангард (Вышний Волочек) |
| 1988  | Искра (Тверь)             |
| 1989  | Спутник (Кимры)           |
| 1990  | Искра (Тверь)             |
| 1991  | Звезда (Осташков)         |

### Россия
| Сезон | Чемпион                          | Серебряный призёр                | Бронзовый призёр                 |
| ----- | -------------------------------- | -------------------------------- | -------------------------------- |
| 1992  | Искра (Тверь)                    | Звезда (Кимры)                   | Звезда (Осташков)                |
| 1993  | Тверь-Вагжановец                 | Звезда (Осташков)                | Звезда (Кимры)                   |
| 1994  | Искра (Заволжский)               | Звезда (Кимры)                   | Престиж (Тверь)                  |
| 1995  | Престиж (Тверь)                  | Искра (Заволжский)               | Горизонт (Ржев)                  |
| 1996  | Тверская ярмарка (Тверь)         | Звезда (Кимры)                   | Торпедо (Ржев)                   |
| 1997  | Звезда (Кимры)                   | Ржевитянин (Ржев)                | Тверская ярмарка (Тверь)         |
| 1998  | Тверская ярмарка (Тверь)         | Ржевитянин (Ржев)                | ЦО Охраны (Тверь)                |
| 1999  | Звезда (Кимры)                   | Тверская ярмарка (Тверь)         | Торпедо (Ржев)                   |
| 2000  | Торпедо (Ржев)                   | Горизонт (Ржев)                  | ЦО Охраны (Тверь)                |
| 2001  | ЦО Охраны (Тверь)                | Звезда (Кимры)                   | Тверская ярмарка (Тверь)         |
| 2002  | Горизонт (Ржев)                  | Стройцентр (Тверь)               | ЦО Охраны (Тверь)                |
| 2003  | Горизонт (Ржев)                  | Реал-Тверь (Тверь)               | Торпедо (Ржев)                   |
| 2004  | Реал-Тверь (Тверь)               | Торпедо (Ржев)                   | Горизонт (Ржев)                  |
| 2005  | Реал-Тверь (Тверь)               | Торпедо (Ржев)                   | Звезда (Кимры)                   |
| 2006  | Реал-Тверь (Тверь)               | Торпедо (Ржев)                   | Волгарь (Конаково)               |
| 2007  | Реал-Тверь (Тверь)               | Горизонт (Ржев)                  | Торпедо (Ржев)                   |
| 2008  | Реал-Тверь (Тверь)               | Торпедо (Ржев)                   | Верхневолжье (Калининский район) |
| 2009  | Реал-Тверь (Тверь)               | Торпедо (Ржев)                   | Звезда (Кимры)                   |
| 2010  | Реал-Тверь (Тверь)               | Торпедо (Ржев)                   | Горизонт (Ржев)                  |
| 2011  | Реал-Тверь (Тверь)               | Звезда (Кимры)                   | ФК Оленино                       |
| 2012  | Реал-Тверь (Тверь)               | Верхневолжье (Калининский район) | ФК Ржев                          |
| 2013  | Волочанин (Вышний Волочек)       | Верхневолжье (Калининский район) | Реал-Тверь (Тверь)               |
| 2014  | ФК Оленино                       | ФК Тверь                         | Волочанин (Вышний Волочек)       |
| 2015  | ФК Оленино                       | Волочанин (Вышний Волочек)       | ФК Ржев                          |
| 2016  | ФК Тверь                         | ФК Лихославль                    | Волочанин (Вышний Волочек)       |
| 2017  | Верхневолжье (Калининский район) | ФК Лихославль                    | СШОР (Тверь)                     |
| 2018  | СШОР (Тверь)                     | Волочанин (Вышний Волочек)       | Верхневолжье (Калининский р-н)   |
| 2019  | ФК Редкино                       | Волочанин (Вышний Волочек)       | ФК Лихославль                    |
| 2020  | Волочанин (Вышний Волочек)       | СШОР (Тверь)                     | ФК Лихославль                    |
| 2021  | ФК Ржев                          | ФК Лихославль                    | ФК Спирово                       |
| 2022  | СК Тверь                         | СШОР (Тверь)                     | ФК Спирово                       |
| 2023  | Техно-Сонково (Сонково)          | Звезда (Кимры)                   | СК Тверь                         |
| 2024  | Техно-Сонково (Сонково)          | Звезда (Кимры)                   | СК Тверь                         |